# Fowler (Colorado)
Pour les articles homonymes, voir Fowler.
Fowler est une ville américaine située dans le comté d'Otero dans le Colorado.
Selon le recensement de 2010, Fowler compte 1 182 habitants. La municipalité s'étend sur 0,52 milles carrés (1,35 km2).
La localité est d'abord appelée Oxford puis Sybil. Elle doit son nom actuel à Orson Squire Fowler (en), qui participa à la fondation de la ville.

## Démographie
| 1910 | 1920  | 1930 | 1940 | 1950  | 1960  |
| ---- | ----- | ---- | ---- | ----- | ----- |
| 925  | 1 062 | 968  | 922  | 1 025 | 1 240 |

| 1970  | 1980  | 1990  | 2000  | 2010  | - |
| ----- | ----- | ----- | ----- | ----- | - |
| 1 241 | 1 227 | 1 154 | 1 206 | 1 182 | - |